# 利贝尔蒙
利贝尔蒙（法語：Libermont，法語發音：[libɛʁmɔ̃]）是法国瓦兹省的一个市镇，位于该省东北部，属于贡比涅区。

## 地理
利贝尔蒙（49°41'38"N, 2°58'14"E）面积11.37 平方千米，位于法国上法蘭西大區瓦兹省，该省份为法国北部内陆省份，北起索姆省，西接厄尔省和滨海塞纳省，南至塞纳-马恩省和瓦兹河谷省，东临埃纳省。
与利贝尔蒙接壤的市镇（或旧市镇、城区）包括：弗雷尼什、弗雷图瓦堡、埃尔舍、埃姆里阿隆、翁布勒。

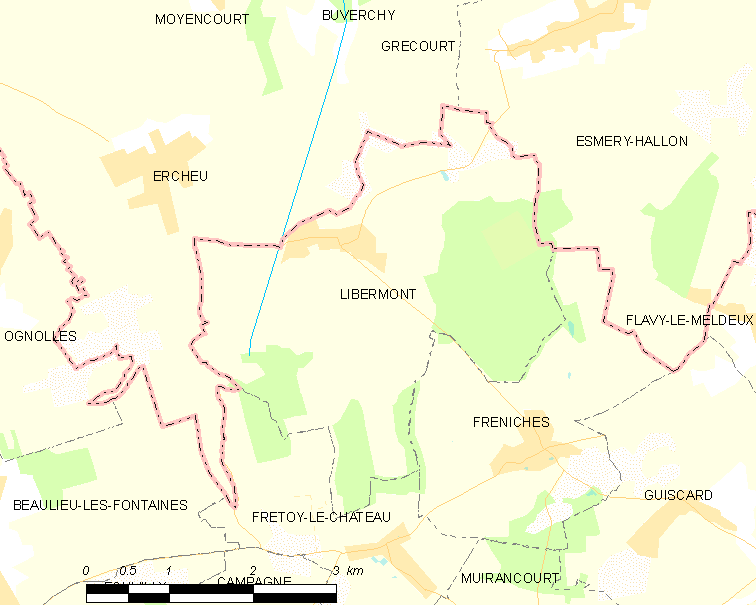
利贝尔蒙的OSM定位图

利贝尔蒙的时区为UTC+01:00、UTC+02:00（夏令时）。

## 行政
利贝尔蒙的邮政编码为60640，INSEE市镇编码为60362。

## 政治
利贝尔蒙所属的省级选区为努瓦永县。

## 人口

1962-2008年间利贝尔蒙人口变化图示

利贝尔蒙于2022年1月1日时的人口数量为179人。